# ABT Summer
Die ABT Summer war ein im Jahr 1974 in Dienst gestellter und unter liberianischer Flagge fahrender Öltanker. Das Schiff geriet im Mai 1991 vor Angola in Brand und sank.

## Geschichte
Das Schiff wurde unter der Baunummer 7301 auf der Werft Hyunday Heavy Industries in Ulsan, Südkorea, für North Arctic Singapore gebaut. Die Kiellegung fand im März 1973, der Stapellauf am 15. Februar 1974 statt. Die Fertigstellung des Schiffes erfolgte am 28. Juni 1974. Der Tanker kam als Atlantic Baron in Fahrt. Ab 1977 wurde er von Prosperity Navigation als Prosperity, ab 1990 dann von Somatra als ABT Summer betrieben.
Das Schiff geriet am 29. Mai 1991 auf dem Weg vom Iran nach Rotterdam mit einer Ladung von 260.000 Tonnen Rohöl der Sorte „Heavy Crude“ etwa 900 Seemeilen vor Angola in Brand. Fünf der 32 Seeleute an Bord kamen bei dem Unglück ums Leben. Nach drei Tagen, am 1. Juni 1991, sank es. Das Wrack konnte bis heute nicht lokalisiert werden. Die Schätzungen zur Menge des ausgelaufenen Öls reichen von 49.000 bis 255.000 Tonnen, der Rest verbrannte oder ging mit dem Schiff unter.